# Videlles
Videlles település Franciaországban, Essonne megyében. Lakosainak száma 584 fő (2022. január 1.). Videlles Mondeville, Baulne, Boutigny-sur-Essonne, Dannemois, La Ferté-Alais, Guigneville-sur-Essonne, Moigny-sur-École és Soisy-sur-École községekkel határos.

## Népesség
A település népessége az elmúlt években az alábbi módon változott:
| Lakosok száma | 619  | 601  | 616  | 600  | 599  | 595  | 590  | 588  | 584  |
|               | 2013 | 2015 | 2016 | 2017 | 2018 | 2019 | 2020 | 2021 | 2022 |